# Чимкентский областной комитет КП Казахстана
Чимкентский (до 1962 Южно-Казахстанский) областной комитет КП Казахстана - орган управления Чимкентской (до 1962 Южно-Казахстанской) областной партийной организацией ВКП(б) (1932-1937), КП(б) - КП Казахстана (1937-1991 год).
10 марта 1932 года в числе первых 6 областей Казахской АССР была образована Южно-Казахстанская область с центром в г. Чимкент. С 5 декабря 1936 - в составе Казахской ССР.
В ходе разукрупнения из территории области были выделены Кзыл-Ординская (15 января 1938 года) и Джамбульская (14 октября 1939 года) области.
С 3 мая 1962 по 1 декабря 1964 наряду с Кзыл-Ординской и Джамбульской областями входила в состав Южно-Казахстанского края Казахской ССР.

## Первые секретари Южно-Казахстанского обкома (1932-1962)
- 1932-1934 Васканов Рубен Айрапетович
- 1934-1937 Лазарев Василий Никифорович
- 1937 Абилкаир Искакович Досов
- 1937-1938 Манкин Бржан
- 1938-1944 Нечаев, Никита Александрович
- 1944-1947 Пазиков, Хабир Мухарамович
- 1947-1952 Ерлепесов, Мухамеджан Ногаевич
- 1952-1953 Салин, Минайдар Салимович
- 1953-01.1954 Кузембаев, Нурдаулет Кузембаевич
- 02.1954-05.1955 Шаяхметов Жумабай Шаяхметович
- 1955-1959 Юсупов, Исмаил Абдурасулович
- 1959-3.05.1962 Макаров, Виктор Иванович

## Первые секретари Чимкентского обкома (1962-1991)
- 3.05.1962-1962 Макаров, Виктор Иванович
- 1962-1963 Ливенцов, Василий Андреевич
- 1963-12.1964 (сельский) Ливенцов, Василий Андреевич
- 12.1964-1972 Ливенцов, Василий Андреевич
- 1972-25.04.1978 Рамазанов, Аманулла Габдулхаевич
- 25.04.1978-10.07.1985 Аскаров Асанбай Аскарулы
- 10.07.1985-18.04.1987 Мырзашев, Рысбек
- 16.05.1987-25.11.1988 Тюлебеков Касым Хажибаевич
- 25.11.1988-13.05.1990 Темирбаев, Валерий Батаевич
- 13.05.1990-7.09.1991 Терещенко, Сергей Александрович